# Перкрокутіди
Перкрокутіди (Percrocutidae) — вимерла родина ендемічних афро-євразійських хижих ссавців, які досягли розквіту в середньому — пізньому міоцені. Завдяки великій конвергентній подібності з гієнами спочатку вважалися, що вони належать до родини Hyaenidae, але наразі позиціонуються окремою групою, представники якої володіли високими адаптивними здібностями до некрофагії.
Вони знаходились в більш тісній спорідненості з родиною німравіди, ніж з куди більш схожими на них гієнами. Перкрокутіди мешкали в Африці, Азії і Європі з міоцену по пліоцен (20-2,6 млн років тому), ймовірно поступившись місцем гієновим. Очевидно деякі перкрокутіди були активними хижаками, а деякі були переважно падальники. Найбільших розмірів досягала Dinocrocuta gigantea, що виглядала як величезна, розміром з великого ведмедя, гієна.

## Роди
- Percrocuta  (в тому числі Capsatherium; середній міоцен — пізній пліоцен в Африці; середній — пізній міоцен в Євразії)
- Dinocrocuta  (середній міоцен в Африці, середній — пізній міоцен в Азії)